# 拉內 (文尼察州)
49°9′16″N 28°24′4″E / 49.15444°N 28.40111°E
拉內（羅馬化：Lany）是烏克蘭的村落，位於該國西南部文尼察州，由文尼察區負責管轄，始建於1641年，面積0.65平方公里，海拔高度250米，2001年人口76，人口密度每平方公里116.92人。